# Моспине (станція)
Мо́спине — вузлова вантажно-пасажирська залізнична станція Донецької дирекції Донецької залізниці на перетині ліній Ларине — Іловайськ та Моспине — Макіївка між станціями Менчугове (8 км) та Іловайськ (13 км). Розташована в місті Моспине, Пролетарський район Донецька, Донецької області.

## Пасажирське сполучення
Через військову агресію Росії на сході України транспортне сполучення припинене, водночас Яндекс вказує на наявність пасажирських перевезень.

## Галерея

Зала очікування у 2018 році
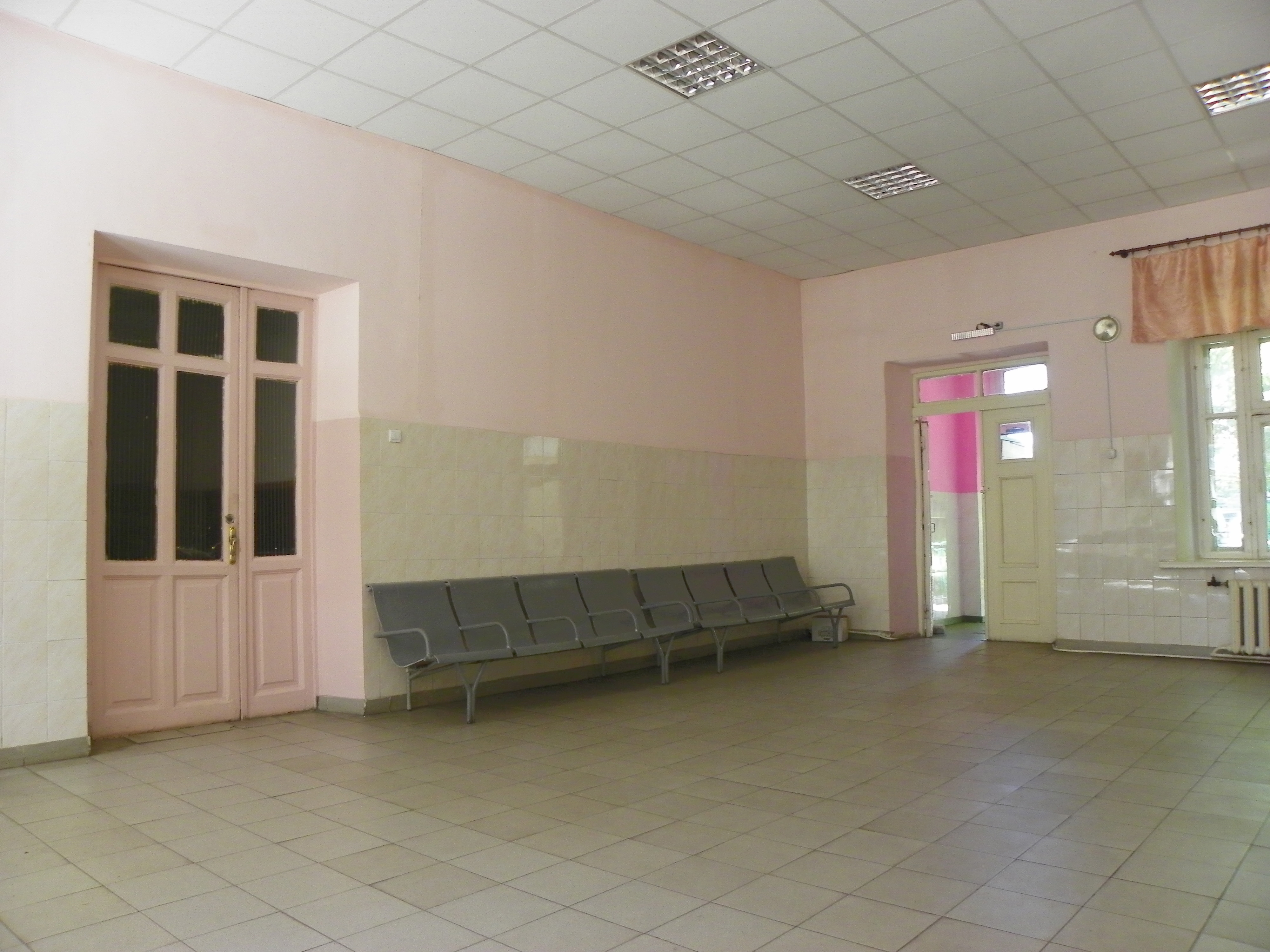
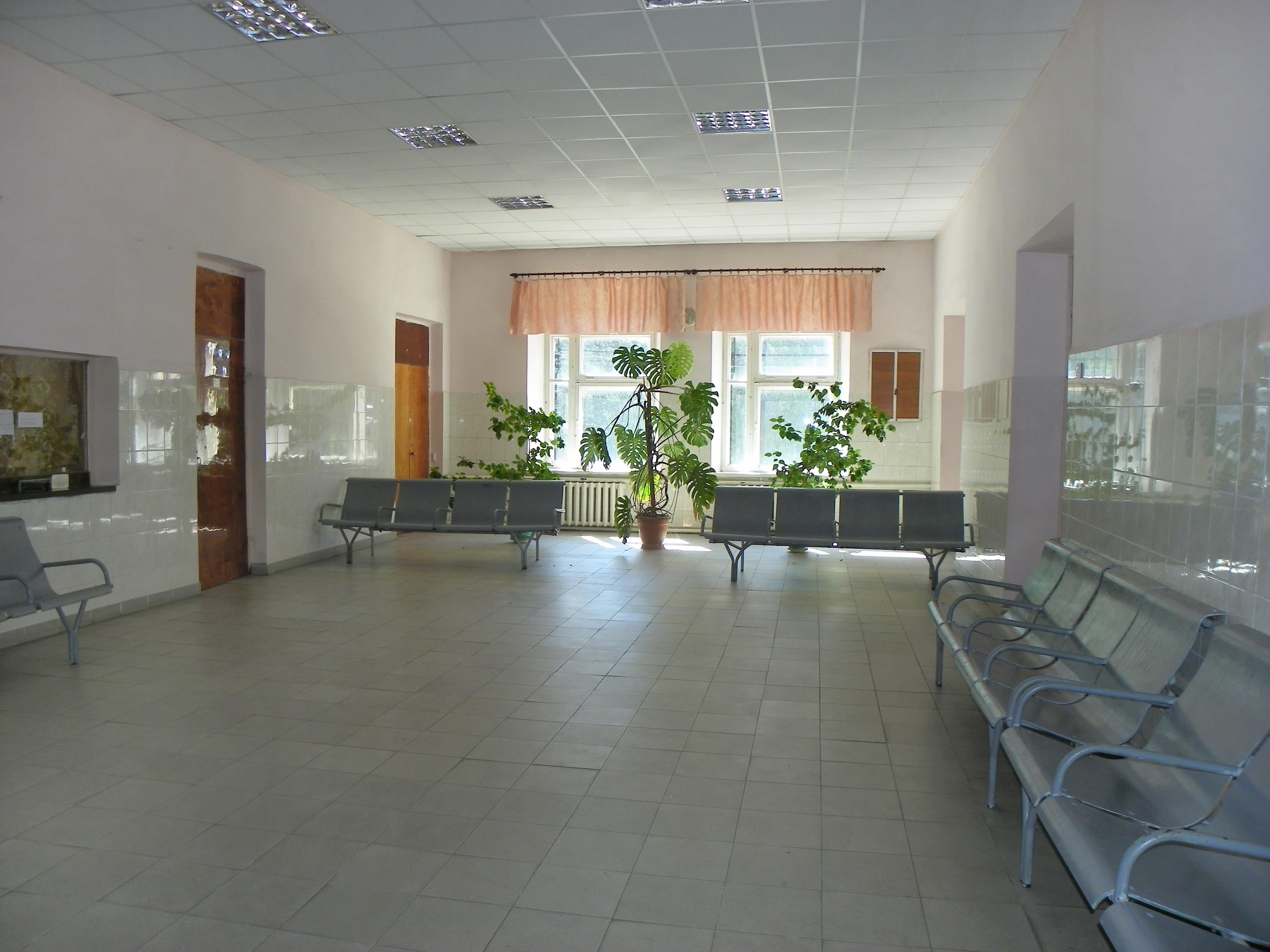
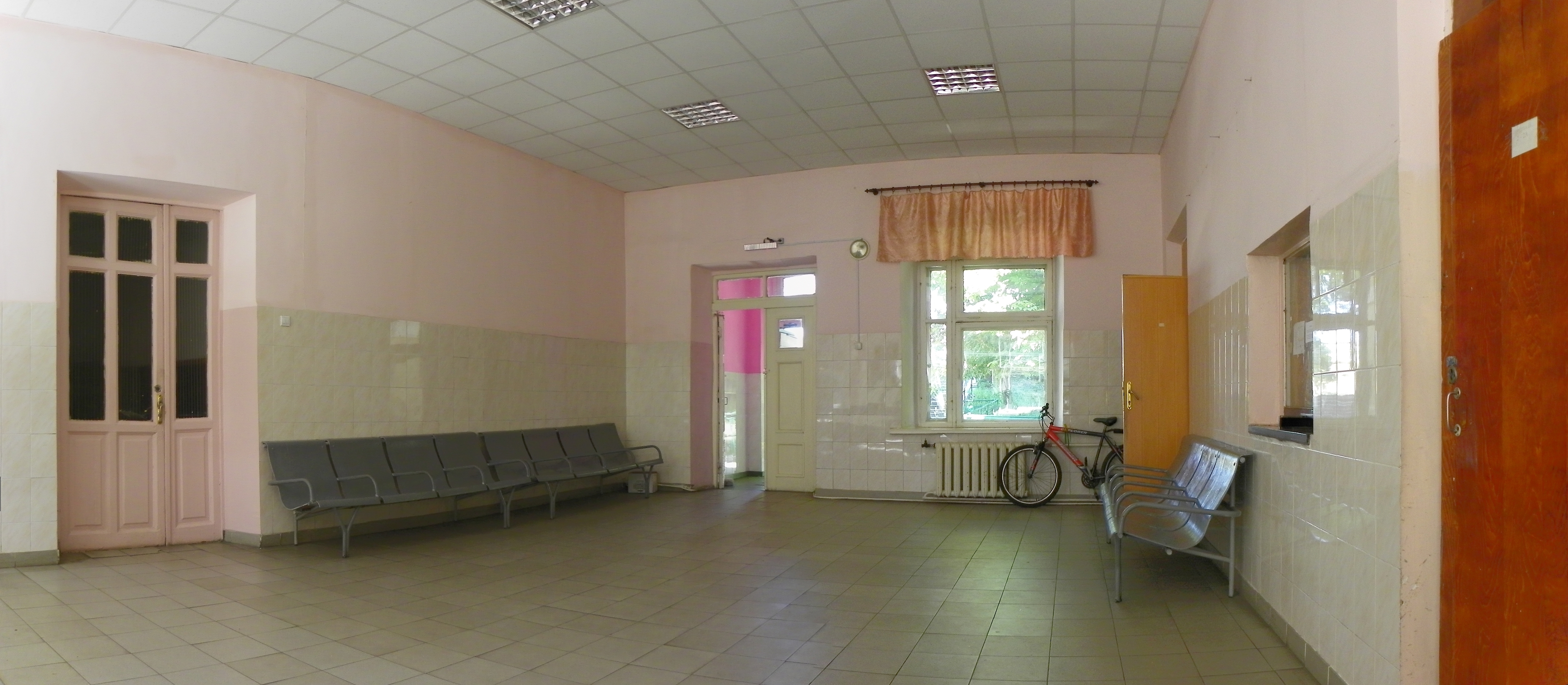